# Aeropuerto Nacional de Santa Bárbara
El Aeropuerto Nacional de Santa Bárbara (Código OACI: MM35 - Código DGAC: CAT) es un aeródromo situado en Santa Bárbara, Guerrero, México. El aeropuerto está situado a unos 3 km al este de Ciudad Altamirano. 

## Información
En la actualidad, no existen compañías aéreas que sirvan al aeropuerto. Su tráfico aéreo principal es la aviación general y aviación militar. Hay un promedio de 5 operaciones a la semana, su temporada de mayor actividad es diciembre, en el que las operaciones llegan a un máximo de 3 operaciones por día.

## Estadísticas

### Pasajeros
El Aeródromo de Santa Bárbara contaba con vuelos regulares a Morelia y Huetamo durante la existencia de Aero Sudpacífico.
Sólo se muestra muestran vuelos comerciales regulares y vuelos de fletamento, no se incluyen vuelos militares ni de aviación general.
| Año  | Vuelos | Pasajeros |
| 1992 | 28     | 53        |
| 1993 | 2      | 34        |
| 1994 | 26     | 121       |
| 1995 | 8      | 32        |
| ---- | ------ | --------- |

## Accidentes e incidentes
- El 10 de marzo de 2023 una aeronave Beechcraft 55 Baron con matrícula XB-NXB que operaba un vuelo privado entre el Aeródromo de Ciudad Altamirano y el Aeropuerto de Zihuatanejo sufrió una excursión de pista mientras se encontraba en carrera de despegue, deteniéndose en un campo aledaño al aeropuerto, dejando menores en la aeronave y heridas leves en sus 4 ocupantes.[3][4]